# Cadalso de los Vidrios
Cadalso de los Vidrios er en by og kommune i det centrale Spanien i Madrid-regionen. Den har et indbyggertal på 3.228 (2024) indbyggere.